# August Oliva Julià
August Oliva Julià (Reus, segle xix - 1912) va ser un músic català.
Germà d'Enric Oliva, que va ser un alcalde conservador de Reus, August era un compositor i músic notable i professor de música a la seva ciutat. El 1856 va estrenar una missa a gran orquestra i poc després era director d'una orquestra de 30 professors. Va organitzar diverses agrupacions orquestrals, la més coneguda va ser la Banda Municipal de Reus. Va dirigir agrupacions corals, com la que amenitzava els estius als Jardins de l'Euterpe i va compondre valsos, americanes, himnes, música religiosa i una simfonia destinada a la inauguració del Teatre Fortuny, l'orquestra del qual va dirigir uns anys. Era membre de la junta de l'Associació Catalanista de Reus, cosa que l'enemistà amb el seu germà i va portar-lo a marxar cap a Barcelona el 1891. Aquell mateix any va entrar com a professor al Conservatori del Liceu, on hi va estar alguns anys. Ja de vell, tornà a Reus i dirigí la capella de música de l'església de Sant Francesc.